# Mysticellus franki
Mysticellus franki — вид жаб родини карликових райок (Microhylidae). Описаний у 2019 році.

## Поширення
Ендемік Індії. Поширений у горах Західні Гати на південному заході країни. Виявлений лише в окрузі Ваянад на півночі штату Керала.

## Опис
Жаб спостерігали через два дні після початку мусонних дощів. Під час шлюбних ігор самці піднімають передню частину тіла, щоб було видно пару чорних плям (псевдоочей). Через 4-5 днів після відкладення ікри всі дорослі жаби зникають.